# 86-й армейский корпус (вермахт)
86-й армейский корпус (нем. LXXXVI. Armeekorps), сформирован 19 ноября 1942 года.

## Боевой путь
С ноября 1942 года по июль 1944 — дислоцировался на юго-западе Франции.
С августа 1944 — бои против американо-британских войск в северной Франции, затем в Бельгии.
В 1945 году — бои в Германии против американских войск.

## Состав корпуса
В сентябре 1944:
- 59-я пехотная дивизия
- 712-я пехотная дивизия

В марте 1945:
- 190-я пехотная дивизия

## Командующие корпусом
- С 19 ноября 1942 — генерал пехоты Бруно Билер
- С 28 августа 1943 — генерал пехоты Ханс фон Обстфельдер
- С 17 декабря 1944 — генерал пехоты Эрих Штраубе